# 奥斯特奖章
奥斯特奖章 （英語：Oersted Medal）由美国物理教师协会于1936年设立，旨在奖励对物理教学有显著贡献者。这一奖项以汉斯·奥斯特的名字命名，是该协会最负盛名的奖项。